# Rio Waida
Rio Waida  (n. 25 de janeiro de 2000) é um surfista profissional indonésio. Ele ganhou uma medalha de prata nos Jogos do Sudeste da Àsia nas Filipinas, enquanto a medalha de ouro foi para o seu compatriota, Oney Anwar.

## Vida pessoal
Filho de pai indonésio e mãe japonesa, Waida viveu no Japão até os 5 anos antes de se mudar para Bali.